# بری سیلکمن
بری سیلکمن (انگلیسی: Barry Silkman؛ زادهٔ ۲۹ ژوئن ۱۹۵۲) بازیکن فوتبال اهل بریتانیا است.
از باشگاه‌هایی که در آن بازی کرده‌است می‌توان به کریستال پالاس، کویینز پارک رنجرز، کرو آلکساندرا، لوتون تاون، ساوتند یونایتد، ویمبلدون، وایکام واندررز، چلمزفورد سیتی، منچستر سیتی، برنتفورد، بارنت، پلیموث آرگیل، هرفورد یونایتد، و لیتون اورینت اشاره کرد.